# Takamatsu
Takamatsu (Japans: 高松市;, Takamatsu-shi) is de hoofdstad van de Japanse prefectuur Kagawa op het eiland Shikoku.  Takamatsu ligt in het noorden van het eiland aan de oever van de Japanse Binnenzee. De stad telde 426.514 inwoners in 2006 op een oppervlakte van 375.09 km².
De stad werd officieel gesticht in 1890, maar Takamatsu was een politiek en economisch centrum sinds de Edoperiode toen de Matsudaira-clan van Takamatsu de hoofdstad van hun "han" maakte. In 1185 was de plaats, die toen Yashima heette, het strijdtoneel van een bekende slag uit de Genpei-oorlog, de Slag bij Yashima.
Na de opening van de Seto-brug, vervoeren de treinen ("Marine Liner") passagiers van Takamatsu naar Uno (Tamano, Okayama).
De stad is thans bekend om zijn noedels, de sanuki udon. Toeristische trekpleister is de Ritsurin-tuin uit de Edoperiode.

## Galerij

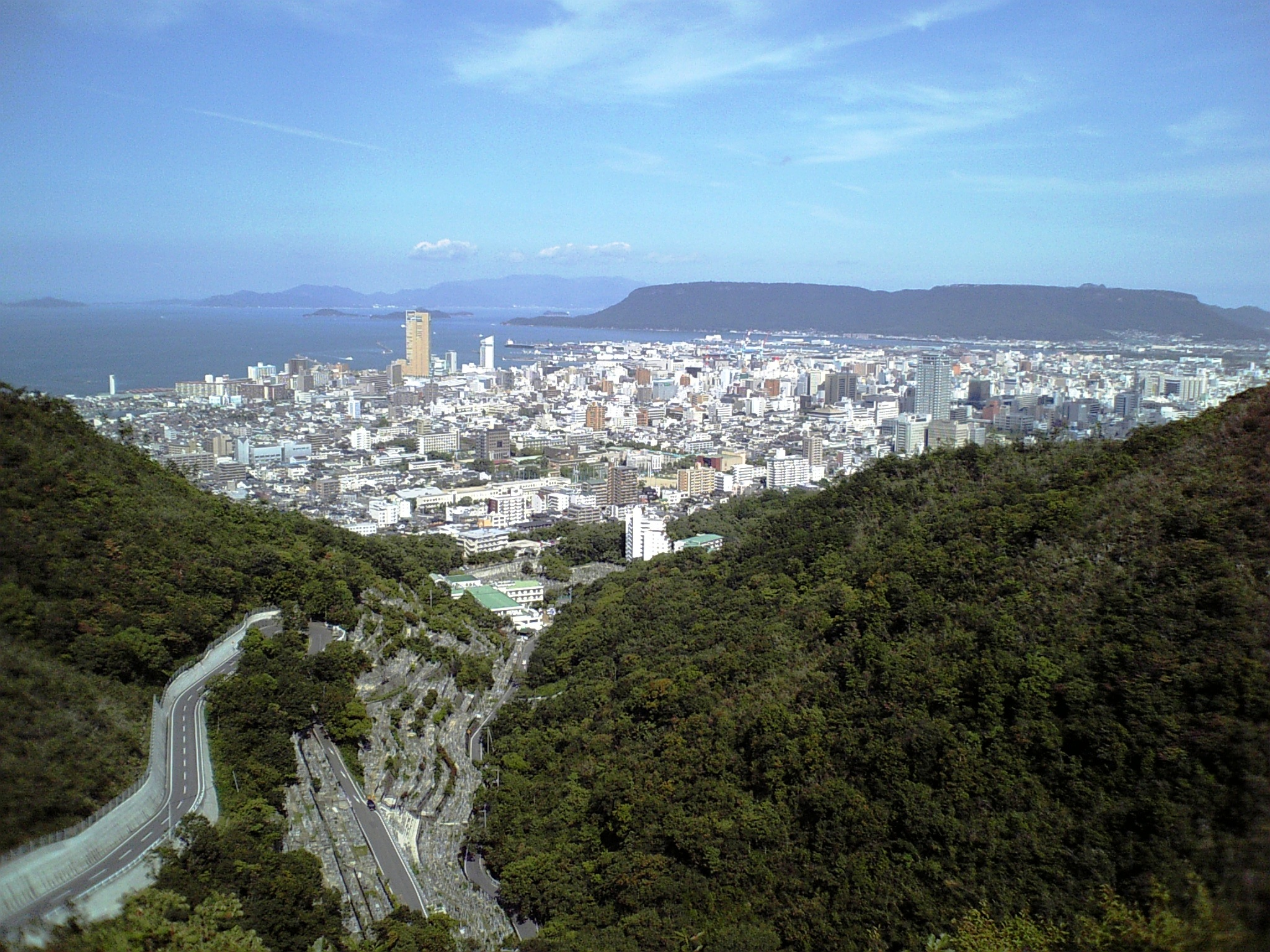
Zicht op de stad
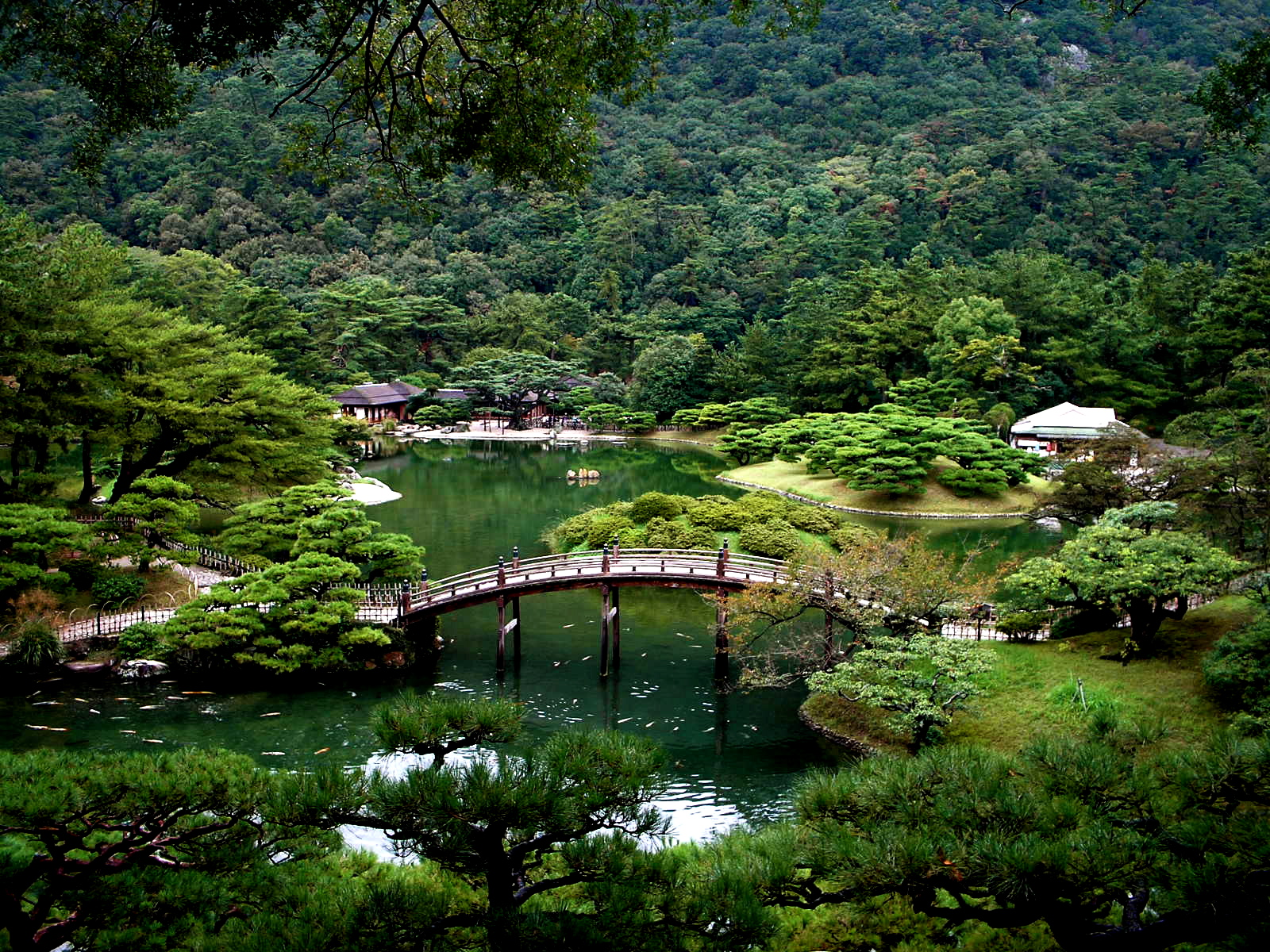
Zicht op de Ritsurin